# واکیتا (اکلاهما)
واکیتا(به انگلیسی: Wakita) شهری در ایالت اکلاهما کشور ایالات متحده آمریکا است که جمعیت آن در سرشماری سال ۲۰۱۰ میلادی، ۳۴۴ نفر بوده‌است.